# Constantin I. Stoicescu

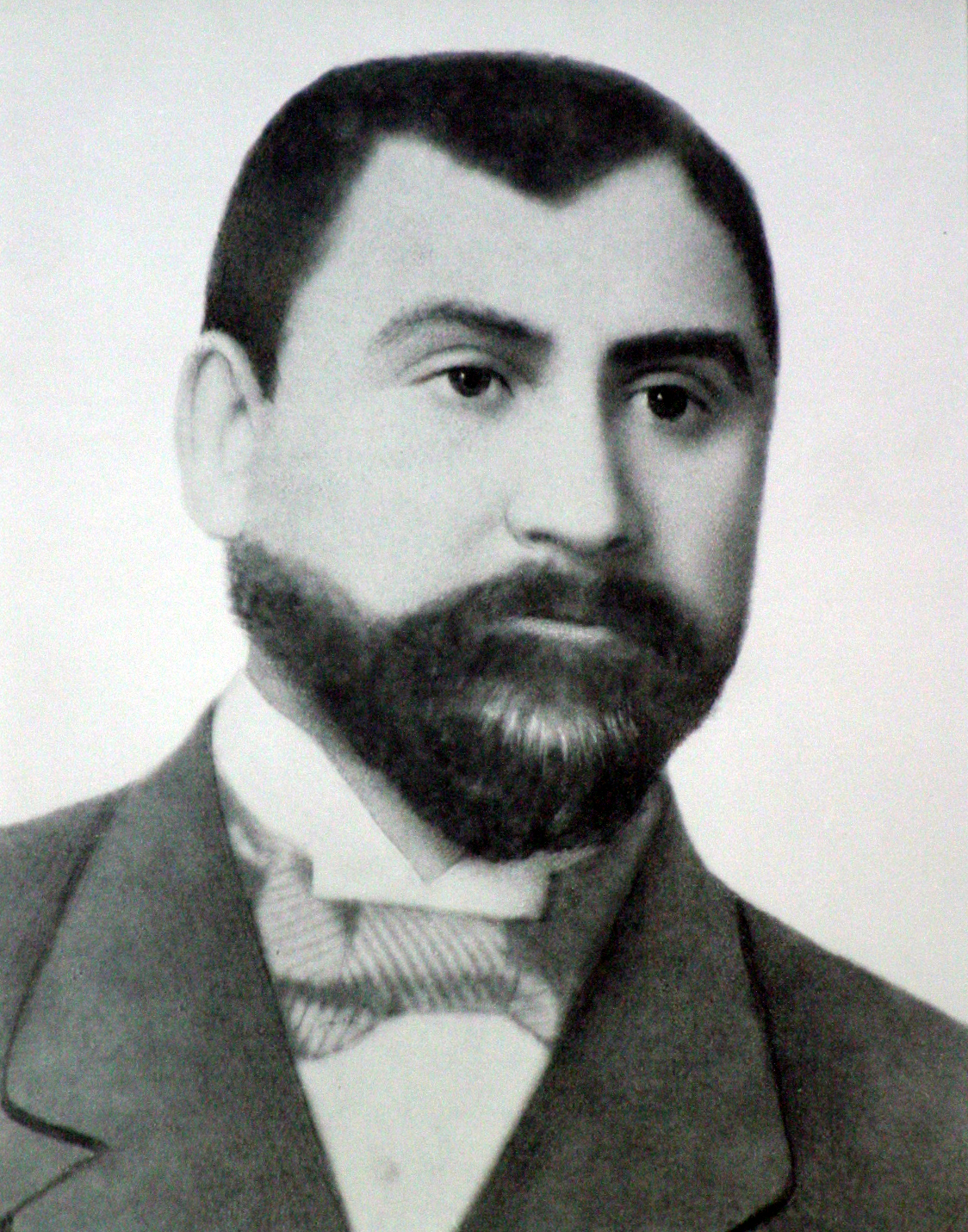
Constantin I. Stoicescu.

Constantin I. Stoicescu (n. 15 ianuarie 1852, Ploiești – d. 10 mai 1911, București) a fost un jurist, publicist și om politic român, care a îndeplinit funcția de ministru de externe în perioada noiembrie 1896 – martie 1897.

## Biografie
Constantin I. Stoicescu s-a născut la data de 15 ianuarie 1852, în municipiul Ploiești. A făcut studii secundare la Liceul „Matei Basarab” din București (absolvite în 1869) și apoi a studiat dreptul la Paris, unde a obținut titlul de doctor în drept (1876).
Revenit în România, a intrat în magistratură activând pe posturile de judecător și președinte de secție la Tribunalul Ilfov (1876-1877). Este numit apoi prim-secretar al Legației române de la Paris (1877-1878). Reintră în magistratură, devenind procuror la Curtea de Apel din București.
Începând din anul 1881 Constantin I. Stoicescu se dedică avocaturii și politicii, devenind membru al Partidului Național Liberal. Este ales deputat începând din 1883, apoi deține mai multe portofolii de ministru: al lucrărilor publice (4 octombrie 1895 - 21 noiembrie 1896), în guvernul format de Dimitrie A. Sturdza; de externe (21 noiembrie 1896 - 26 martie 1897), în guvernul lui Petre S. Aurelian; al justiției (1 octombrie 1898 - 30 martie 1899; 14 februarie 1901 - 18 iulie 1902), din nou la Lucrări Publice (18 iulie - 22 noiembrie 1902) și la Ministerul Agriculturii, Industriei, Comerțului și Domeniilor (22 noiembrie 1902 - 14 decembrie 1904) în guverne conduse de D.A. Sturdza.
Constantin I. Stoicescu a încetat din viață la data de 10 mai 1911, în municipiul București.

## Aprecieri
„S-a străduit să-și depășească în vreun fel evidența omului politic "de fațadă", și în parte, ca orator parlamentar, chiar a reușit. Ca ministru a fost un bun executant al ideilor altora, de regulă liderii de notorietate din P.N.L.”—Stelian Neagoe